# ぶぎ・ばく・べいびー
『ぶぎ・ばく・べいびー』（英語: Boogie Back Baby）は、日本のシンガーソングライターである小沢健二と、日本のラップユニットであるスチャダラパーによるコラボレーション楽曲。2024年4月24日にユニバーサル ミュージック ジャパンからリリースされた。

## 概要
本作は1994年に発表された『今夜はブギー・バック』から30周年を記念し、小沢とスチャダラパーの2組が再びコラボし、小沢の紡ぐ美しいメロディとスチャダラパーによるキャッチーなラップが交互に展開される『今夜はブギー・バック』スタイルの楽曲である。
本作の発表は『今夜はブギー・バック』の発売から30年にあたる2024年3月9日にJ-WAVEの『RADIO DONUTS』への2組のゲスト出演および音楽ナタリーでの30周年を記念した特集記事において発表が行われ、その中ではNHKホールにて2組による「対バン」スタイルを超えた新しいスタイルの共演ライブを行うことも発表された。なお、発売直後に行われる小沢のライブツアー「小沢健二 '24ツアー Monochromatique モノクロマティック」の名古屋・大阪公演においてもスチャダラパーがゲスト参加する。
小沢としては前作『Noize』から3か月ぶり、CDシングルとしては『飛行する君と僕のために/運命、というかUFOに (ドゥイ、ドゥイ)』から2年4か月ぶりであり、スチャダラパーとしては前作『Forever Young』から4年ぶり、CDシングルとしては『Hey! Hey! Alright』から15年ぶりとなるシングルである。また、『今夜はブギー・バック』では当時それぞれ所属していたレーベルである東芝EMI/イーストワールドとKi/oon Sony Recordsからリリースされていたが、本作は小沢が所属しているレーベルであるVirgin Musicからリリースされている。

## 収録曲
作詞：スチャダラパー & 小沢健二、作曲：小沢健二、編曲：小沢健二 & スチャダラパー
1. ぶぎ・ばく・べいびー Boogie Back Baby（2:54）
J-WAVE「PLAY IT BACK、BOOGIE BACK!」キャンペーンソング[7]。2024年4月1日より先行オンエアが行われた。
本作には小沢とBOSEの子供たち3名がコーラスとして参加している[8]。
2. ぶぎ・ばく・べいびー (instrumental)（2:54）
CDにのみ収録（配信には未収録）。
3. おまけのおしゃべり30分（29:45）
CDにのみ収録（配信には未収録）。
小沢とスチャダラパーの4名がラジオ番組さながらに新曲の制作秘話などを語ったトークを収めた30分のおまけトラック[3]。

## パーソネル
| 参加ミュージシャン - Produced by Ozawa Kenji & Scha Dara Parr(ANI, SHINCO & BOSE) - Music by OK - Lyrics by SDP & OK - Arranged by OK & SDP - Strings Arrangement: Matsuzaki Kunio - Drums: SHINCO & Shirane Yoshitaka - Bass: Nakamura Kitaro - Guitars: Ozawa Kenji - Keys: Nakanishi Yasuharu - Percussions: Kimura Makoto - Horns: Luis Valle - Strings: Konno Hitoshi Quartet (KH, Urushibara Naomi, Mishina Mei & Inamoto Arisa) - Choir: U.Koshima, Riri & Amanyan | スタッフ - Recorded & Mixed by Hamano Hiroyuki - Mastered by Nakazato Masao - CD Jacket & Disc Designed by Ozawa Kenji - Assistant Designer: Iinoda Hokori - Coordinator: Saito Shuma - Universal Music Director: Kakizawa Hiroshi - Supported by Door Knock Music & Melody Fair - 感謝: Yokoyama Takashi(HOT STUFF PROMOTION); Haga Yumi(Universal Music); Yoshimura Takahiro(J-WAVE) |

## 評価
リアルサウンドの森朋之は「「今夜はブギー・バック」の歌詞には70年代ディスコソングの曲名が登場していたが、この曲にはJ-POPのタイトルがずらりと並び、“あの頃”を知っている人には懐かしく、そうでない人は……一体どう思うのか筆者には想像もつかない。キック、ベースがデカめのミックス、〈ロマンチックなのは変わらないから 笑う 愛す!〉というような歌詞もそうだが、ノスタルジーに浸りそうで浸らない、あくまでもカラッと放りなげる感じも相変わらず。」と評している。